# Silvino Lobos, Bắc Samar

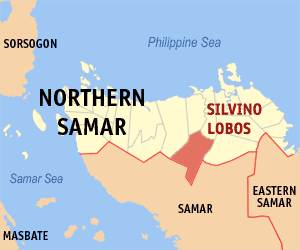
Bản đồ Northern Samar với vị trí của Silvino Lobos

Silvino Lobos là một đô thị hạng 5 ở tỉnh Bắc Samar, Philippines. Theo điều tra dân số năm 2000, đô thị này có dân số 12.645 người trong 2.009 hộ.

## Barangay
Silvino Lobos được chia thành 26 barangay.
| - Balud - Cababayogan - Cabunga-an - Cagda-o - Caghilot - Camanggaran - Camaya-an - Deit De Suba - Deit De Turag - Gebonawan - Gebolwangan - Gecbo-an - Giguimitan | - Genagasan - Geparayan De Turag - Gusaran - Imelda - Montalban - Suba (Pob.) - San Isidro - Senonogan de Tubang - Tobgon - Victory - Poblacion I - Poblacion II - San Antonio |